# Francisco Cajigal de la Vega
Francisco Cajigal de la Vega, noto anche come Francisco Caxigal de la Vega (Hoz de Anero, 1695 – Hoz de Anero, 1777), fu un ufficiale militare spagnolo, governatore di Cuba tra il 1747 ed il 1760, e ad interim viceré della Nuova Spagna dal 28 aprile 1760 al 5 ottobre 1760, data in cui il ruolo fu assunto da Joaquín de Montserrat.

## Biografia
Cajigal fu tenente generale dell'esercito reale, e cavaliere dell'Ordine di Santiago. Fu nominato governatore di Cuba nel 1747.
Era ancora governatore nel 1760, al tempo della morte del precedente viceré, Agustín de Ahumada y Villalón. La Audiencia aveva una lettera sigillata da aprire dopo la morte di Ahumada, nella quale veniva nominato Cajigal come successore ad interim. Salpò da L'Avana verso Veracruz il 28 marzo 1760. Rimase a Veracruz pochi giorni in attesa dell'arrivo del mezzo che lo avrebbe condotto a Città del Messico. Fece l'entrata solenne in città il 28 aprile 1760 assumendo i poteri.
Lavorò per la riforma della tesoreria. Rimosse le tasse di vendita sui prodotti in ferro ed acciaio per stimolare la costruzione e l'estrazione di questi metalli. Per poter aumentare le entrate vendette il monopolio della produzione di carte da gioco, e diede in appalto la riscossione delle tasse a Veracruz per cinque anni. Altre misure incentivarono l'economia di La Florida e Panzacola.
Aumentò l'esercito regolare della Nuova Spagna portandolo a 2921 uomini. Nominò il proprio figlio, Juan Manuel, comandante della cavalleria delle guardie vicereali.
Con l'ascesa di Carlo III al trono spagnolo fu dichiarata un'amnistia generale. In Nuova Spagna, furono in molti a non essere liberati a causa di varie eccezioni alla regola.
Questo viceré non era considerato un uomo molto onorevole. Insistette per avere un alto salario (circa 40000 pesos l'anno) e grandi spese per il viaggio di ritorno dal Messico a L'Avana (6000 pesos).
Lasciò il governo della Nuova Spagna in mano al proprio successore, Joaquín de Montserrat, il 5 ottobre 1760, e tornò a L'Avana dove riprese il vecchio incarico.